# Xenopipo uniformis
El saltarín oliváceo  (Xenopipo uniformis), también denominado saltarín uniforme (en Venezuela) o bailarín olivo, es una especie de ave paseriforme de la familia Pipridae, una de las dos pertenecientes al género Xenopipo. Es nativo de la región de los tepuyes del norte de América del Sur.

## Distribución y hábitat
Se encuentra en los cerros Duida y Sipapo, en Amazonas, centro sur de Venezuela; y en el sureste de Venezuela (varias montañas al sur de Bolívar), adyacencias del norte de Brasil (Uei-tepui) y oeste de Guyana.
Esta especie es considerada poco común en su hábitat natural: el sotobosque de selvas montanas y bosques de los tepuyes entre 800 y 2100 m s. n. m. de altitud.

## Sistemática

### Descripción original
La especie X. uniformis fue descrita por primera vez por los zoólogos británicos Osbert Salvin y Frederick DuCane Godman en 1884 bajo el nombre científico Chloropipo uniformis; su localidad tipo es: «Monte Roraima, British Guiana = Venezuela».

### Etimología
El nombre genérico femenino «Xenopipo» se compone de la palabra del griego «xenos» que significa ‘extraño’, y del latín «pipō» que designa a un ‘pica-palo’ o ‘carpintero’, pero Cabanis igualó este término a «pipra», ave no identificada; y el nombre de la especie «uniformis», en latín significa ‘simple’, ‘liso’.

### Taxonomía
La relación de hermana con Xenopipo atronitens está fuertemente soportada por los análisis genéticos recientes.

### Subespecies
Según las clasificaciones del Congreso Ornitológico Internacional (IOC)  y Clements Checklist/eBird  se reconocen dos subespecies, con su correspondiente distribución geográfica:
- Xenopipo uniformis duidae (Chapman, 1929) – Cerros Duida y Sipapo, en Amazonas, centro sur de Venezuela.
- Xenopipo uniformis uniformis (Salvin & Godman, 1884) – sureste de Venezuela (varias montañas en el sur de Bolívar), adyacencias del norte de Brasil (Uei-tepui) y oeste de Guyana.